# Зеда-Накалакеви
Зеда-Накалакеви (груз. ზედა ნაქალაქევი) — село в Грузии, на территории Сенакского муниципалитета края (мхаре) Самегрело-Верхняя Сванетия.

## География
Село находится в западной части Грузии, на левом берегу реки Техури, на расстоянии приблизительно 14 километров (по прямой) к северо-востоку от города Сенаки, административного центра муниципалитета.

## Население
По результатам официальной переписи населения 2014 года в Зеда-Накалакеви проживало 25 человек (14 мужчины и 11 женщин). В национальной структуре населения грузины составляли 96 %, украинцы — 4 %.
| Год  | Население, человек |
| ---- | ------------------ |
| 2002 | 36                 |
| 2014 | ↘ 25               |